# Litígio
Litígios são as pendências pertinentes a uma ação. São as divergências entre as partes (autor e réu) que compõem um processo judicial. De acordo com o glossário do Supremo Tribunal Federal do Brasil, litígio é a "disputa judicial que se constitui após a contestação pelo réu do pedido apresentado pelo autor."
Há que se verificar o fato de que "litígio" é um vocábulo com forte carga sociológica. Ou seja, trata-se de uma situação em que há algo errôneo, entendem alguns. 
Ação corresponde a um direito subjetivo de exigir do Estado a tutela para um direito. Litígio diz respeito a um antagonismo, mas não necessariamente todo litígio resultará em uma ação. Uma dada situação litigiosa (disputa de interesses) poderá permanecer latente na sociedade até que redunde em ação ou seja resolvida entre as partes, de modo consensual.
Litígio é uma contestação de que pode resultar processo ou arbitramento. Na filosofia, quem trata bastante sobre a importância do litigio na democracia é Jacques Ranciere.